# Список касимовских правителей

Ханы (цари), султаны (царевичи) и бикем (царица), правившие в Касимовском ханстве (1452—1681).

## Казанская династия
- Касим, сын Улу-Мухаммед хана, царевич Касимовский (1445—1468).
- Данияр, сын Касима, царевич Касимовский (1468—1486).

## Крымская династия
- Нур-Давлет хан, сын Хаджи-Гирея, хан Касимовский (1486—1491).
- Сатылган, сын Нур-Давлет хана, царевич Касимовский (1491—1506).
- Джанай, второй сын Нур-Давлет хана, царевич Касимовский (1506—1512).

## Астраханская династия
- Шейх-Аулияр султан, сын Бахтияр султана, царевич Касимовский (1512—1516).
- Шах-Али хан, сын Шейх-Аулияра, царевич Касимовский (1516—1519), (1535—1546).
- Джан-Али хан, сын Шейх-Аулияра, царевич Касимовский (1519—1531).
- Саин-Булат (после крещения Симеон) хан, сын Бек-Булат султана, хан Касимовский (1567—1573).
- Мустафа-Али, сын Абдуллы Ак-Кубекова, хан Касимовский (1584—1590).

## Казахская династия
- Ураз-Мухаммед хан, сын Ондан султана, хан Касимовский (1600—1610).

## Сибирская династия
- Арслан хан, сын Али, хан Касимовский (1614—1627).
- Сеид-Бурхан (после крещ. Василий Арсланович), сын Арслана, царевич Касимовский (1627—1679).
- Фатима-Султан бикем, жена Арслана, мать Сеид-Бурхана, правительница Касимовская (1679—1681).